# IC 2797
IC 2797 је спирална галаксија у сазвјежђу Лав која се налази на листи објеката дубоког неба у Индекс каталогу.
Деклинација објекта је + 11° 42' 23" а ректасцензија 11h 24m 21,0s. Привидна величина (магнитуда) објекта IC 2797 износи 16,3 а фотографска магнитуда 17,1. IC 2797 је још познат и под ознакама NPM1G +11.0276, PGC 3091132.